# Rendez-vous à Bagdad
Rendez-vous à Bagdad (titre original : They Came to Baghdad) est un roman d'espionnage et d'aventures d'Agatha Christie publié le 5 mars 1951 au Royaume-Uni,  et en 1952 en France.
Le livre est inspiré du voyage d'Agatha Christie à Bagdad avec son second mari, l’archéologue Max Mallowan. 
C'est l'un de ses rares romans d'action et d'espionnage, avec L'Homme au complet marron (1924) ou Passager pour Francfort (1970).

## Résumé
À Londres, Victoria Jones rencontre le jeune Edward qui part pour Bagdad et décide, sur un coup de tête, de le rejoindre. Menteuse invétérée, elle trouve une place de dame de compagnie pour faire le voyage. Une conférence secrète entre les puissances mondiales doit avoir lieu à Bagdad, mais un groupe obscur complote pour saboter l'événement. Victoria se retrouve à son insu mêlée au complot quand un agent secret, Carmichael dit «le Fakir », vient mourir dans sa chambre d'hôtel. A Bassora, elle retrouve Edward qui lui trouve un emploi dans l'association « Rameau d'olivier ».

## Personnages
- Victoria Jones : jeune, belle et intelligente sténographe.
- Edward Goring : jeune ex-pilote blond.
- Henry Carmichael : Agent britannique courageux brun.
- Richard Baker : Archéologue jeune et intelligent.
- Pauncefoot Jones : Archéologue célèbre et quelque peu distrait.
- Rathbone : Chef d'un réseau de contrebande d'argent et intellectuel célèbre pour sa défense de la culture.
- Dakin : Chef des services secrets britanniques.

## Commentaires
Le roman présente des similitudes avec un autre roman d'Agatha Christie, L'Homme au complet marron (1924). Tous deux ne sont pas des romans policiers à proprement parler mais plutôt des romans d'aventures et d'espionnage. Les deux livres mettent en scène un homme mystérieux tombant amoureux de l'héroïne.

## Éditions
- (en) Première publication en revue, au Royaume-Uni, de janvier à mars 1951, dans l'hebdomadaire John Bull (en).
- (en) They Came to Baghdad, Londres, Collins Crime Club, 5 mars 1951, 256 p.
- (en) They Came to Baghdad, New York, Dodd, Mead and Company, 1951, 218 p.
- Rendez-vous à Bagdad  (trad. Michel Le Houbie), Paris, Librairie des Champs-Élysées, coll. « Le Masque » (no 430), 1952, 255 p. (BNF 31945521)
- Rendez-vous à Bagdad (trad. Bernard Blanc), dans : L'Intégrale : Agatha Christie  (trad. de l'anglais, préf. Jacques Baudou), t. 9 : Les années 1949-1953, Paris, Librairie des Champs-Élysées, coll. « Les Intégrales du Masque », 1996, 1214 p. (ISBN 2-7024-2318-3, BNF 35805681)